# ماوريسيو راموس (لاعب كرة قاعدة)
ماوريسيو راموس (بالإسبانية: Mauricio Ramos)‏ هو لاعب كرة قاعدة كولومبي، ولد في 2 فبراير 1992 في كارتاهينا في كولومبيا.

## وصلات خارجية
- ماوريسيو راموس على موقع دوري كرة القاعدة الرئيسي (الإنجليزية)
- ماوريسيو راموس على موقعبيزبول رفرنس.كوم (الدوري الثانوي) (الإنجليزية)